# جرج الیس
جرج فرانسیس رینر الیس (به انگلیسی: George Francis Rayner Ellis) ۱۱ اوت ۱۹۳۹ ‏(۸۵ سال) استاد بازنشسته در زمینه سامانه‌های پیچیده در دانشکده ریاضیات و ریاضیات کاربردی دانشگاه کیپ‌تاون آفریقای جنوبی است. او به همراه فیزیکدان دانشگاه کمبریج، استیون هاوکینگ، کتاب «ساختار بزرگ مقیاس فضا-زمان» را نوشت که در سال ۱۹۷۳ به چاپ رسید. او همچنین یکی از نظریه‌پردازان پیشرو در زمینه کیهان‌شناسی است. او یک کواکر فعال است و در سال ۲۰۰۴ موفق به کسب جایزه تمپلتون گردید.
از سال ۱۹۸۹ تا ۱۹۹۲، وی ریاست جامعه بین‌المللی نسبیت عام و گرانش را به عهده داشت. جرج الیس همچنین مدتی مدیریت جامعه بین‌المللی دانش و مذهب را به عهده‌گرفت.